# Novak Tomić
Novak Tomić (en serbe : Новак Томић), né le 7 janvier 1936 à Belgrade, à l'époque dans le royaume de Yougoslavie, aujourd'hui en Serbie et décédé le 23 juillet 2003 à Los Angeles aux États-Unis, est un joueur de football international yougoslave (serbe) qui évoluait au poste de défenseur.

## Biographie

### Carrière en club
Avec l'Étoile rouge de Belgrade, il remporte notamment cinq championnats de Yougoslavie, et une Coupe Mitropa.
Avec cette même équipe, il joue 9 matchs en Coupe d'Europe des clubs champions, atteignant les demi-finales de cette compétition en 1957.

### Carrière en sélection
Avec l'équipe de Yougoslavie, il joue 5 matchs (pour aucun but inscrit) entre 1958 et 1963. 
Il figure dans le groupe des sélectionnés lors de la coupe du monde de 1958. Lors du mondial organisé en Suède, il joue deux matchs : contre la France puis contre le Paraguay.

## Palmarès
| Étoile rouge de Belgrade - Championnat de Yougoslavie (5) : - Champion : 1956, 1957, 1959, 1960 et 1964. - Vice-champion : 1961. - Coupe de Yougoslavie (3) : - Vainqueur : 1958, 1959 et 1964. - Coupe Mitropa (1) : - Vainqueur : 1958. |  | Hajduk Split - Coupe de Yougoslavie (1) : - Vainqueur : 1967. |